# Makanda
Makanda es una villa ubicada en el condado de Jackson en el estado estadounidense de Illinois. En el Censo de 2010 tenía una población de 561 habitantes y una densidad poblacional de 40,59 personas por km².

## Geografía
Makanda se encuentra ubicada en las coordenadas 37°37′13″N 89°14′14″O / 37.62028, -89.23722. Según la Oficina del Censo de los Estados Unidos, Makanda tiene una superficie total de 13.82 km², de la cual 13.69 km² corresponden a tierra firme y (0.96%) 0.13 km² es agua.

## Demografía
Según el censo de 2010, había 561 personas residiendo en Makanda. La densidad de población era de 40,59 hab./km². De los 561 habitantes, Makanda estaba compuesto por el 87.52% blancos, el 3.57% eran afroamericanos, el 0% eran amerindios, el 6.6% eran asiáticos, el 0% eran isleños del Pacífico, el 0.36% eran de otras razas y el 1.96% pertenecían a dos o más razas. Del total de la población el 2.67% eran hispanos o latinos de cualquier raza.